# Heinrich Hammermeister
Heinrich Hammermeister (* 1799 in Stettin; † 1860 in New York) war ein deutscher Opernsänger (Bariton).

## Leben
Hammermeister nahm als Jugendlicher 1815 als freiwilliger Jäger in der preußischen Armee am Feldzug gegen Napoleon teil. Nach dem Feldzug wurde er als Beamter angestellt.
Seine Bühnenkarriere als Opernsänger begann Hammermeister 1823 am Hoftheater Schwerin. Von 1824 bis 1828 war er am Hoftheater Braunschweig. 1828 ging er an das damals neu gebildete Hoftheater Leipzig. Hier wurde er bekannt in von Heinrich Marschner komponierten Opern, zunächst 1828 in Der Vampyr. In Marschners 1829 uraufgeführter Oper Der Templer und die Jüdin sang Hammermeister den Templer, eine Rolle, die Marschner für ihn geschrieben hatte. Hier hörte ihn auch Richard Wagner, der von ihm beeindruckt war. Von 1832 bis 1835 wirkte er an der Königlichen Oper Berlin, auch hier wurde Marschners Templer mit ihm in der Hauptrolle aufgeführt. Von 1835 bis 1840 war Hammermeister am Hamburgischen Stadttheater engagiert.
Nach dem Urteil von Joseph Kürschner in der Allgemeinen Deutschen Biographie (1879) war Hammermeister „meisterhaft als dramatischer Sänger, hatte ... eine Stimme von seltener Kraft und seltenem Umfang. Sein Templer gilt als einzig.“ In der Geschichte des Theaters und der Musik in Leipzig (1864) wurde Hammermeister als „Stern erster Größe“ bezeichnet. Zu seiner Zeit sei Hammermeister „wohl der Erste aller deutschen Baritonisten“ gewesen.
Nach 1840 jedoch ging es mit Hammermeister bergab. Seine Singstimme ließ nach und er hatte finanzielle Schwierigkeiten. 1842 wanderte er in die USA aus; seine Frau, ebenfalls eine Sängerin, ging jedoch nicht mit ihm. Dort scheiterte er mit seinen Versuchen, an seine Bühnenlaufbahn anzuknüpfen. Er musste als Sänger in Gastwirtschaften arbeiten, auch als Zigarettenverkäufer, und starb schließlich 1860 in New York.